# Bob Allen (Politiker)
Robert W. „Bob“ Allen (* 30. September 1958) ist ein US-amerikanischer Politiker der Republikanischen Partei und ehemaliger Abgeordneter im Repräsentantenhaus von Florida.

## Leben
Allen studierte am Valencia Community College in Orlando, an der Florida State University und an der University of Central Florida. Er ist verheiratet mit Beth Elaine Allen und hat eine Tochter. Ab dem 25. Januar 2000 gehörte er dem Parlament des Bundesstaates Florida an, wo er bis zu seiner Mandatsniederlegung am 16. November 2007 verblieb.
Am Nachmittag des 11. Juli 2007 wurde Allen im Veterans Memorial Park in Titusville verhaftet. Er hatte einem Mann, den er für einen Stricher hielt, auf einer Klappe 20 US-Dollar (etwa 14 Euro) als Bezahlung für Oralverkehr angeboten. Der Mann stellte sich jedoch als der afroamerikanische Zivilpolizist Danny Kavanaugh heraus. Allen erklärte daraufhin seine Unschuld und behauptete, dem Mann lediglich Oralsex angeboten zu haben, da er sich durch dessen kräftige Statur eingeschüchtert gefühlt habe. Allen wurde am 9. November 2007 für schuldig befunden. Bei der Urteilsverkündung am 16. November 2007 in Viera wurde er zu einer Strafe von 250 $, einer sechsmonatigen Bewährungsstrafe und einer Entschädigung von 245 $ an die Polizeibehörde von Titusville verurteilt. Außerdem darf er sich nicht mehr dem Park nähern, muss sich einem HIV-Test unterziehen und muss für die Gerichtskosten aufkommen. Er war bis zu seiner Verhaftung einer der Manager des Wahlkampfes von Präsidentschaftskandidat John McCain in Florida.
Bob Allen hat sich für ein Festschreiben des Verbotes der Homoehe in der Verfassung Floridas eingesetzt und lehnte ein Gesetz gegen Mobbing bei schwulen und lesbischen Schülern ab. Anfang des Jahres 2007 hatte Bob Allen einen Gesetzesentwurf in das Repräsentantenhaus von Florida eingebracht. Dieser sollte Sex an öffentlichen Orten härter bestrafen. Der Gesetzesentwurf wurde abgelehnt. Deshalb konnte Allen nach dem weiterhin gültigen alten Gesetz maximal zu einer Gefängnisstrafe von einem Jahr verurteilt werden.